# NGC 7231
NGC 7231 este o galaxie situată în constelația Șopârla. A fost descoperită în 24 octombrie 1786 de către William Herschel. Se află la o distanță de 14,19 megaparseci de Pământ.